# 屏山南
屏山南（英語：Ping Shan South，代號M13）是香港元朗區議會下轄的選區，1999年設立，2023年取消，末任區議員為前朱凱廸新西團隊成員梁德明。

## 範圍
選區位於屏山南部，包括屏山鄉青山公路以南的部份，與其接壤的選區的廈村、屏山中、水邊、十八鄉中以及十八鄉西。選區因應人口分散而設有兩個投票站，分別是屏山工業福音團契元朗惠群天地以及洪水橋可道中學（嗇色園主辦）。

## 沿革
屏山及廈村在1982年區議會選舉、1985年區議會選舉及1988年區議會選舉，劃為元朗西郊選區，其間由1982年的一席增加到1985年以後的兩席。到1991年區議會選舉，原本元朗西郊雙議席選區分拆為屏山和廈村兩個單議席選區，由於兩地屬於鄉郊，往往由鄉事派成員參選，屏山選區由1988年參選過的無黨派人士鄧潤廉對上楊兆康，結果由楊兆康1,631票多於1,292票的鄧潤廉當選。
1994年區議會選舉，選舉吸引到無黨派鄧慶業和梁德成參選，結果由鄧以2,143票打敗梁的1,836票。
1999年區議會選舉，青山公路沿線屋苑發展，帶動人口上升，故以青山公路被劃分為南北兩個選區，鄧慶業選擇於屏山北爭取連任，屏山南選區吸引到三人參選，包括張福賢、陳偉琛及鄧煥坤，結果由張福賢以過半票當選。
2003年區議會選舉，議席由無黨派人士張福賢、鄧錫洪和自由黨成員黃勝棠爭奪，最終黃勝棠以四成得票921票勝出。
2007年區議會選舉，尋求連任的黃勝棠再度參選，對手是張木林，最終黃以1,502票多於張的1,485票勝出。
2011年區議會選舉，黃勝棠退出自由黨後爭取連任，而張木林再次參選，最終新界社團聯會支持的張木林以2,178票擊敗取得1,394票的黃勝棠勝出。
2015年區議會選舉，只有新界社團聯會張木林參選而自動當選。
2019年區議會選舉，時任議員張木林不爭取連任，改由其子張偉琛參選，結果張偉琛不敵民主動力暨朱凱廸新西團隊成員梁德明，梁以3,172票高票當選，是該區自成立以來首位非鄉事派區議員。2021年5月20日，朱凱廸新西團隊宣佈解散，梁德明以獨立民主派身分繼續活躍。2021年7月8日，因應政府計劃追討協助民主派初選區議員的酬金津貼傳聞所帶動的區議員辭職潮中，梁德明宣佈辭去區議員職務。

## 歷屆議員
| 選區名稱 | 屆別                 | 議員   | 政治聯繫                            | 政治聯繫                            | 議員                                | 政治聯繫                            | 政治聯繫       |                            |
| -------- | -------------------- | ------ | ----------------------------------- | ----------------------------------- | ----------------------------------- | ----------------------------------- | -------------- | -------------------------- |
| 元朗西郊 | 1982年－1985年       | 陳泰祥 |                                     | 無黨籍                              | 定為單議席選區                      | 定為單議席選區                      | 定為單議席選區 |                            |
| 元朗西郊 | 1985年－1988年       | 鄧潤廉 | 鄧合穩                              | 無黨籍                              |                                     | 無黨籍                              |                |                            |
| 元朗西郊 | 1988年－1991年       | 張彥南 | 鄧合穩                              | 無黨籍                              |                                     | 無黨籍                              |                |                            |
| 屏山     | 1991年－1994年       | 楊兆康 | 分拆出村選區後， 定為單議席選區     | 分拆出村選區後， 定為單議席選區     | 分拆出村選區後， 定為單議席選區     | 分拆出村選區後， 定為單議席選區     |                |                            |
| 屏山     | 1994年－1999年       | 鄧慶業 | 分拆出村選區後， 定為單議席選區     | 分拆出村選區後， 定為單議席選區     | 分拆出村選區後， 定為單議席選區     | 分拆出村選區後， 定為單議席選區     |                |                            |
| 屏山南   | 2000年－2003年       | 張福賢 | 分拆出屏山北選區後， 定為單議席選區 | 分拆出屏山北選區後， 定為單議席選區 | 分拆出屏山北選區後， 定為單議席選區 | 分拆出屏山北選區後， 定為單議席選區 |                |                            |
| 屏山南   | 2004年－2007年       | 黃勝棠 | 分拆出屏山北選區後， 定為單議席選區 | 分拆出屏山北選區後， 定為單議席選區 | 分拆出屏山北選區後， 定為單議席選區 | 分拆出屏山北選區後， 定為單議席選區 |                | 自由黨                     |
| 屏山南   | 2008年－2011年       | 黃勝棠 | 分拆出屏山北選區後， 定為單議席選區 | 分拆出屏山北選區後， 定為單議席選區 | 分拆出屏山北選區後， 定為單議席選區 | 分拆出屏山北選區後， 定為單議席選區 |                | 自由黨                     |
| 屏山南   | 2012年－2015年       | 張木林 | 分拆出屏山北選區後， 定為單議席選區 | 分拆出屏山北選區後， 定為單議席選區 | 分拆出屏山北選區後， 定為單議席選區 | 分拆出屏山北選區後， 定為單議席選區 |                | 新 新社聯                  |
| 屏山南   | 2016年－2019年       | 張木林 | 分拆出屏山北選區後， 定為單議席選區 | 分拆出屏山北選區後， 定為單議席選區 | 分拆出屏山北選區後， 定為單議席選區 | 分拆出屏山北選區後， 定為單議席選區 |                | 新 新社聯                  |
| 屏山南   | 2020年－2021年7月8日 | 梁德明 | 分拆出屏山北選區後， 定為單議席選區 | 分拆出屏山北選區後， 定為單議席選區 | 分拆出屏山北選區後， 定為單議席選區 | 分拆出屏山北選區後， 定為單議席選區 |                | 朱 朱凱廸新西團隊 → 無黨籍 |
| 屏山南   | 2021年7月9日－2023年 | 懸空   | 懸空                                | 懸空                                | 分拆出屏山北選區後， 定為單議席選區 | 分拆出屏山北選區後， 定為單議席選區 |                |                            |

## 歷屆選舉結果
| 政党   | 政党           | 候选人    | 票数  | %     | ±      |
| ------ | -------------- | --------- | ----- | ----- | ------ |
|        | 獨立           | ①. 黃頌銘 | 18    | 0.30  | 不適用 |
|        | 朱凱迪新西團隊 | ②. 梁德明 | 3,172 | 52.96 | 不適用 |
|        | 獨立           | ③. 鄧龍威 | 529   | 8.83  | 不適用 |
|        | 新界社團聯會   | ④. 張偉琛 | 2,270 | 37.90 | 不適用 |
| 多数票 | 多数票         | 多数票    | 902   | 15.06 | 不適用 |

| 政党   | 政党         | 候选人 | 票数     | %      | ±      |
| ------ | ------------ | ------ | -------- | ------ | ------ |
|        | 新界社團聯會 | 張木林 | 自動當選 | 不適用 | 不適用 |
| 多数票 | 多数票       | 多数票 | 不適用   | 不適用 | 不適用 |

| 政党   | 政党         | 候选人    | 票数  | %     | ±      |
| ------ | ------------ | --------- | ----- | ----- | ------ |
|        | 建制派       | ①. 黃勝棠 | 1,394 | 39.03 | -11.25 |
|        | 新界社團聯會 | ②. 張木林 | 2,178 | 60.97 | +11.25‬ |
| 多数票 | 多数票       | 多数票    | 784‬   | 21.95 | 不適用 |

| 政党   | 政党         | 候选人    | 票数  | %     | ±      |
| ------ | ------------ | --------- | ----- | ----- | ------ |
|        | 新界社團聯會 | ①. 張木林 | 1,485 | 49.72 | 不適用 |
|        | 自由黨       | ②. 黃勝棠 | 1,502 | 50.28 | 不適用 |
| 多数票 | 多数票       | 多数票    | 17‬    | 0.57  | 不適用 |

| 政党   | 政党              | 候选人    | 票数 | %     | ±      |
| ------ | ----------------- | --------- | ---- | ----- | ------ |
|        | 自由黨            | ①. 黃勝棠 | 921  | 40.32 | 不適用 |
|        | 建制派/新界原居民 | ②. 張福賢 | 854  | 37.39 | 不適用 |
|        | 建制派/新界原居民 | ③. 鄧錫洪 | 509  | 22.29 | 不適用 |
| 多数票 | 多数票            | 多数票    | 67‬   | 2.93  | 不適用 |

| 政党   | 政党              | 候选人    | 票数 | %     | ±      |
| ------ | ----------------- | --------- | ---- | ----- | ------ |
|        | 建制派/新界原居民 | ①. 鄧煥坤 | 55   | 3.55  | 不適用 |
|        | 建制派/新界原居民 | ②. 陳偉琛 | 667  | 43.09 | 不適用 |
|        | 建制派/新界原居民 | ③. 張福賢 | 826  | 53.35 | 不適用 |
| 多数票 | 多数票            | 多数票    | 17‬   | 0.57  | 不適用 |